# Tramway de Canberra
Le tramway de Canberra (en anglais : Canberra light rail) est un réseau de tramway desservant la ville de Canberra, capitale administrative de l'Australie. Inauguré le 20 avril 2019, le réseau comporte une seule ligne longue de 12 kilomètres qui dessert 13 stations et relie le quartier nord de la ville Gungahlin avec Civil, le quartier des commerces.

## Réseau

### Matériel roulant
Le réseau utilise pour sa desserte 14 rames de cinq voitures de type Urbos 3 du constructeur espagnol CAF. Ce modèle de rame est à plancher bas et est  long de 32,96 m pour une largeur de 2,65 m. La rame bidirectionnelle comporte quatre portes de chaque côté (deux portes doubles et deux portes simples). Chaque rame peut transporter 207 passagers dont 66 assis. Elle est alimentée en courant continu (700 volts) via un pantographe. La rame dispose de l'air conditionné. Quatre emplacements sont disponibles pour des vélos.

### Exploitation
Les rames circulent de 6 h à 21 h 30 en semaine et de 8 h à 23 h le dimanche. La fréquence est comprise entre 6 (heures de pointe) et 15 minutes. La billetterie est commune avec le réseau de bus de la ville. Le voyageur peut acheter un billet ou utiliser sa carte de transport en validant sur le quai avant de monter dans la rame et après en être descendu. Trois mois après sa mise en service, le tramway avait transporté 1 million de passagers.

## Prolongement
Un prolongement d'une dizaine de kilomètres est prévu. Il doit traverser le lac Burley Griffin et desservir le quartier sud de Woden Valley ainsi que le quartier des ministères. Sa réalisation doit se faire en deux phases. La première phase comprend 1,7 km de voie et 3 nouvelles stations et doit entrer en service vers 2024.